# لي جونسون
لي جونسون (بالإنجليزية: Lee Johnson)‏ (7 يونيو 1981 المملكة المتحدة - ) هو لاعب كرة قدم بريطاني يلعب كلاعب وسط.

## وصلات خارجية
لي جونسون على موقع قاعدة بيانات كرة القدم.إي يو (الإنجليزية)
- لي جونسون على موقع Soccerbase.com (لاعب) (الإنجليزية)
- لي جونسون على موقع Soccerbase.com (مدرب) (الإنجليزية)